# Marie-Madeleine de l'Incarnation
Caterina Sordini ou Marie-Madeleine de l'Incarnation (Porto Santo Stefano, 16 avril 1770 – Rome, 29 novembre 1824) est une religieuse italienne, fondatrice de l'ordre des Adoratrices perpétuelles du Saint-Sacrement et reconnue bienheureuse par l'Église catholique.

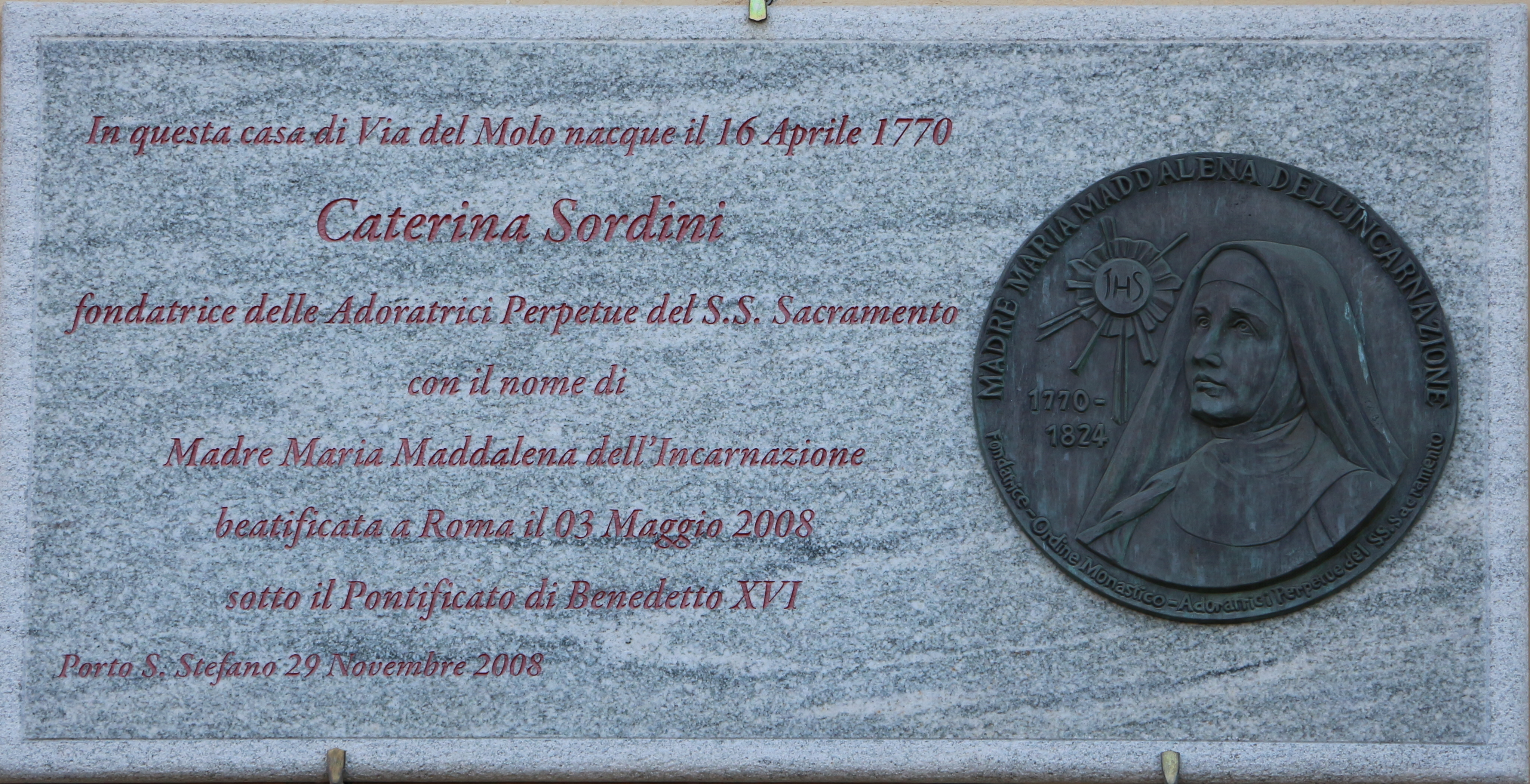
Plaque commémorative à l'entrée de la maison de naissance de la bienheureuse dans la via del Molo dans le centre de Porto Santo Stefano.

## Biographie

### Enfance et formation
Catherine est la fille de Lorenzo Sordini et Teresa Moizzo ; quatrième de neuf enfants, elle passe son enfance à Porto Santo Stefano en Toscane, où sa famille possède une ferme qui comprend une grande oliveraie, diverses vignes et une épaisse forêt de chênes. Parmi ces arbres se trouve le chêne vert de Cala Grande, toujours présent, où elle aimait prier et ayant à sa base des traces de genoux que la tradition lui attribue.

### Entrée au monastère, vœux et évolution religieuse
Elle entre à l'âge de seize ans au monastère des franciscaines à Ischia di Castro (Viterbe) ; à l'âge de 19 ans, elle prononce ses vœux et prend le nom de Marie-Madeleine de l'Incarnation. En avril 1802, à seulement 32 ans, elle est élue abbesse du couvent, elle renforce la vie de pauvreté et de pénitence du couvent. En 1803, le roi Charles-Emmanuel IV de Savoie, roi de Sardaigne, se rend au monastère pour lui parler, l'entretien dure environ deux heures. Des épisodes de ce genre, ainsi que certains phénomènes mystiques propagent sa renommée dans les environs. Dans l'intervalle, sous la direction spirituelle du père Giovanni Baldeschi, elle a le projet de la fondation d'une communauté religieuse monastique consacrée uniquement à l'adoration du Saint Sacrement.
Avec la permission de Mgr Pierleone, évêque d'Acquapendente (it), elle commence à élaborer la règle du nouvel institut religieux. En 1807, elle quitte le couvent d'Ischia di Castro et se rend à Rome, où, avec le consentement du pape Pie VII, elle fonde le premier couvent d'adoratrices dans un ancien monastère de carmélites près des Quatre Fontaines. L'année suivante, le Cardinal-vicaire Giulio Maria della Somaglia, signe le décret d'approbation de la règle. La même année, les Français occupent Rome et dissolvent les communautés religieuses, y compris celui des adoratrices du très saint Sacrement. Marie-Madeleine est forcée de se rendre en Toscane puis retourne à Rome avec un groupe de nouvelles compagnes en 1814, pour s'installer dans l'église sainte-Anne au Quirinal. En 1817, est approuvé, sous l'accord du pape lui-même, l'habit des moniales (robe blanche,voile noir et scapulaire rouge avec un ostensoir blanc brodé sur la poitrine). Le pape Pie VII approuve définitivement le nouvel institut en février 1818.
Elle meurt à Rome le 29 novembre 1824 et est enterrée à sainte Anne du Quirinale avec la permission du pape, qui avait alors sa résidence dans le palais du Quirinal, mais en 1839, ses restes sont transférés dans l'église Santa Maria Maddalena a Monte-Cavallo, le nouveau siège à Rome des adoratrices, et dans le même temps, commence  le processus de béatification. Depuis 1968, ses restes reposent dans l'église du monastère des adoratrices de Rome, transféré le 28 janvier 2004, dans un lieu qui lui est consacré.
Marie-Madeleine est déclarée vénérable le 24 avril 2001 par Jean-Paul II et béatifiée par Benoît XVI le 3 mai 2008, à Rome, à la basilique Saint-Jean-de-Latran. Sa mémoire liturgique est le 29 novembre.